# Liste der Baudenkmäler in Ascheberg (Westfalen)
Die Liste der Baudenkmäler in Ascheberg (Westfalen) enthält die denkmalgeschützten Bauwerke auf dem Gebiet der Gemeinde Ascheberg im Kreis Coesfeld in Nordrhein-Westfalen (Stand: März 2022). Diese Baudenkmäler sind in der Denkmalliste der Gemeinde Ascheberg eingetragen; Grundlage für die Aufnahme ist das Denkmalschutzgesetz Nordrhein-Westfalen (DSchG NRW).

| Bild                                                    | Bezeichnung | Lage                                                         | Beschreibung | Bauzeit | Eingetragen seit      | Denkmal- nummer       |
| ------------------------------------------------------- | --- | ------------------------------------------------------------ | ------------ | ------- | --------------------- | --------------------- |
| weitere Bilder                                          | Kath. Pfarrkirche St. Lambertus | Ascheberg Lambertus-Kirchplatz 1 Karte                       |              |         | 09.12.1985            | Ascheberg Lfd. Nr. 1  |
| BW                                                      | Haus Byink (Torhaus und Bauhaus) | Ascheberg Byinkstraße 20 (ehem. Nordbauer 28) Karte          |              |         | 05.12.1985            | Ascheberg Lfd. Nr. 2  |
| Haus Westhoff                                           | Haus Westhoff | Ascheberg Sandstraße 56 Karte                                |              |         | 24.10.1988            | Ascheberg Lfd. Nr. 3  |
| Pastorat                                                | Pastorat | Ascheberg Lambertus-Kirchplatz 4 Karte                       |              |         | 09.12.1985            | Ascheberg Lfd. Nr. 4  |
| Bildstock Platvoet                                      | Bildstock Platvoet | Ascheberg Kerssentrup 1 Karte                                |              |         | 05.12.1985            | Ascheberg Lfd. Nr. 5  |
| Kreuzigungsgruppe                                       | Kreuzigungsgruppe | Ascheberg Lambertus-Kirchplatz Karte                         |              |         | 09.12.1985            | Ascheberg Lfd. Nr. 6  |
| Kriegerdenkmal (Engeldenkmal)                           | Kriegerdenkmal (Engeldenkmal) | Ascheberg Steinfurter Straße / Altefeldstraße 5 Karte        |              |         | 05.12.1985            | Ascheberg Lfd. Nr. 7  |
| Kriegerdenkmal (Löwendenkmal)                           | Kriegerdenkmal (Löwendenkmal) | Ascheberg Herberner Straße / Albert-Koch-Straße 8 Karte      |              |         | 05.12.1985            | Ascheberg Lfd. Nr. 8  |
| Haus Becker                                             | Haus Becker | Ascheberg Lambertus-Kirchplatz 6 Karte                       |              |         | 05.12.1985            | Ascheberg Lfd. Nr. 9  |
| Speicher Frenking                                       | Speicher Frenking | Ascheberg Sandstraße 13 Karte                                |              |         | 05.12.1985            | Ascheberg Lfd. Nr. 10 |
| BW                                                      | Alte Hofscheune | Ascheberg Zum Pöpping 29 (ehem. Lütkebauer 2) Karte          |              |         | 16.09.1992            | Ascheberg Lfd. Nr. 11 |
| Hof Rohlmann                                            | Hof Rohlmann | Ascheberg Lüdinghauser Straße 3 Karte                        |              |         | 17.12.1986            | Ascheberg Lfd. Nr. 12 |
| ehem. Haupthaus der Hofanlage Siesmann                  | ehem. Haupthaus der Hofanlage Siesmann | Ascheberg Westerhoven 17-18 (Westerbauer) Karte              |              |         | 25.02.1988            | Ascheberg Lfd. Nr. 13 |
| BW                                                      | ehem. Haupthaus der Hofanlage Wintrup | Ascheberg Holthoff 5 (Osterbauer) Karte                      |              |         | 25.02.1988            | Ascheberg Lfd. Nr. 14 |
| Bahnhof Ascheberg                                       | Bahnhof Ascheberg | Ascheberg Eisenbahnstrecke Münster–Werne Karte               |              |         | 06.02.1991            | Ascheberg Lfd. Nr. 15 |
| BW                                                      | Eruptionskreuz auf der Explorationsbohrung Ascheberg 4                                                                                                  | Ascheberg Osterbauer Karte                                   |              |         | 06.03.1991            | Ascheberg Lfd. Nr. 16 |
| Kriegergedächtniskapelle (einschl. der Pietà im Innern) | Kriegergedächtniskapelle (einschl. der Pietà im Innern)                                                                                                 | Ascheberg Nordkirchener Str. 2-4 Karte                       |              |         | 31.01.1994            | Ascheberg Lfd. Nr. 18 |
| ehem. Hofhaus der Hofanlage Schulze-Frenking            | ehem. Hofhaus der Hofanlage Schulze-Frenking | Ascheberg Sandstraße 13 Karte                                |              |         | 11.07.1994            | Ascheberg Lfd. Nr. 19 |
| Wegekapelle                                             | Wegekapelle | Ascheberg Steinfurter Straße / Altefeldstraße Karte          |              |         | 21.03.2000            | Ascheberg Lfd. Nr. 20 |
| Möllmanns Kapelle                                       | Möllmanns Kapelle | Ascheberg Mühlenflut Karte                                   |              |         | 21.03.2000            | Ascheberg Lfd. Nr. 21 |
| Hofkreuz                                                | Hofkreuz | Ascheberg Im Mersch 15 (Westerbauer) Karte                   |              |         | 21.03.2000            | Ascheberg Lfd. Nr. 22 |
| Wohnhaus                                                | Wohnhaus | Ascheberg Adamsgasse 4 Karte                                 |              |         | 21.03.2000            | Ascheberg Lfd. Nr. 23 |
| BW                                                      | Forsthaus Ichterloh (Kaminaufsatz und Spolien) | Ascheberg Mühlenstraße 15 (Lütkebauer) Karte                 |              |         | 21.03.2000            | Ascheberg Lfd. Nr. 24 |
| Wohnhaus                                                | Wohnhaus | Ascheberg Bultenstraße 5 Karte                               |              |         | 21.03.2000            | Ascheberg Lfd. Nr. 25 |
| Floriansbrunnen                                         | Floriansbrunnen | Ascheberg Sandstraße Karte                                   |              |         | 21.03.2000            | Ascheberg Lfd. Nr. 26 |
| BW                                                      | Hofkreuz | Ascheberg Hegemerstraße 5 (Hegemerbauer) Karte               |              |         | 21.03.2000            | Ascheberg Lfd. Nr. 27 |
| Heiligenhäuschen                                        | Heiligenhäuschen | Ascheberg Im Mersch 9 (Westerbauer) Karte                    |              |         | 21.03.2000            | Ascheberg Lfd. Nr. 28 |
| Prozessionskapelle                                      | Prozessionskapelle | Ascheberg Großer Prozessionsweg / Im Wissing (Hegemer) Karte |              |         | 21.03.2000            | Ascheberg Lfd. Nr. 29 |
| Hofkreuz                                                | Hofkreuz | Ascheberg Steinfurter Str. 51/53 Karte                       |              |         | 21.03.2000            | Ascheberg Lfd. Nr. 30 |
| BW                                                      | Fachwerkbauernhaus | Ascheberg Brok 7 (Lütkebauer) Karte                          |              |         | 21.03.2000            | Ascheberg Lfd. Nr. 31 |
| Fachwerkgebäude                                         | Fachwerkgebäude | Ascheberg Lambertus-Kirchplatz 11 Karte                      |              |         | 22.05.2000            | Ascheberg Lfd. Nr. 32 |
| weitere Bilder                                          | Ev. Kapelle | Ascheberg Hoveloh 4 Karte                                    |              |         | 22.05.2000            | Ascheberg Lfd. Nr. 33 |
| BW                                                      | Hofanlage (Haupthaus mit seitlichem Wohnteil, Torhaus, Wirtschaftsgebäude, Gräfte)                                                                      | Ascheberg Im Heubrock 11, 13 Karte                           |              |         | 22.05.2000            | Ascheberg Lfd. Nr. 34 |
| weitere Bilder                                          | Haus Romberg (Herrenhaus, Torhaus, Gräftenanlage) | Ascheberg Vierhegen 11 (Nordbauer) Karte                     |              |         | 22.05.2000            | Ascheberg Lfd. Nr. 35 |
| BW                                                      | Hofkreuz | Ascheberg Im Hagen 35 (Osterbauer) Karte                     |              |         | 22.05.2000            | Ascheberg Lfd. Nr. 36 |
| Wohnhaus (ohne Garagenanbau)                            | Wohnhaus (ohne Garagenanbau) | Ascheberg Sandstr. 18 Karte                                  |              |         | 21.08.2001            | Ascheberg Lfd. Nr. 37 |
| BW                                                      | Kötterhaus (mit Brunnen, Ziehvorrichtung und Pflaster)                                                                                                  | Ascheberg Ostereckern 14 Karte                               |              |         | 06.12.2002            | Ascheberg Lfd. Nr. 38 |
| BW                                                      | Kath. Pfarrkirche St. Anna | Davensberg Burgstraße 59 Karte                               |              |         | 09.12.1985            | Davensberg Lfd. Nr. 1 |
| BW                                                      | Altes Pfarrhaus (Vikarie) | Davensberg Burgstraße 57/59 Karte                            |              |         | 09.12.1985            | Davensberg Lfd. Nr. 2 |
| Burgturm                                                | Burgturm | Davensberg Mühlendamm 7 Karte                                |              |         | 05.12.1985            | Davensberg Lfd. Nr. 3 |
| BW                                                      | Forsthaus des Herzogs von Arenberg | Davensberg Burgstraße 38 Karte                               |              |         | 05.12.1985            | Davensberg Lfd. Nr. 4 |
| BW                                                      | Hofanlage Bomholt (bestehend aus dem Haupthaus und dem derzeit eingelagerten Fachwerkgerüst des abgerissenen rechten vorderen Fachwerkscheunengebäudes) | Davensberg Burgstraße 69 Karte                               |              |         | 21.11.1985            | Davensberg Lfd. Nr. 5 |
| BW                                                      | Bahnhof Davensberg | Davensberg Eisenbahnstrecke Münster–Werne Karte              |              |         | 06.02.1991            | Davensberg Lfd. Nr. 6 |
| BW                                                      | Hofanlage (Haupthaus und Schuppen) | Davensberg Byinkstraße 26 (Nordbauer) Karte                  |              |         | 21.03.2000            | Davensberg Lfd. Nr. 7 |
| weitere Bilder                                          | Kath. Pfarrkirche St. Benedikt | Herbern Benediktus-Kirchplatz 1 Karte                        |              |         | 09.12.1985            | Herbern Lfd. Nr. 1    |
| BW                                                      | Kreuzigungsgruppe | Herbern Prozessionsweg Karte                                 |              |         | 09.12.1985            | Herbern Lfd. Nr. 2    |
| BW                                                      | Haus Lendermann | Herbern Benediktus-Kirchplatz 11 Karte                       |              |         | 09.12.1985            | Herbern Lfd. Nr. 3    |
| BW                                                      | Haus Goldschmidt | Herbern Benediktus-Kirchplatz 12 Karte                       |              |         | 09.12.1985            | Herbern Lfd. Nr. 4    |
| BW                                                      | Haus Hohelöchter | Herbern Benediktus-Kirchplatz 14-15 Karte                    |              |         | 05.12.1985            | Herbern Lfd. Nr. 5    |
| Wassermühle „Brügge Mühle“                              | Wassermühle „Brügge Mühle“ | Herbern Arup-Ascheberger Straße 105 Karte                    |              |         | 05.12.1985            | Herbern Lfd. Nr. 7    |
| BW                                                      | Judenfriedhof | Herbern Waterforwinkel (ehemals Dörnweg) Karte               |              |         | 05.12.1985            | Herbern Lfd. Nr. 8    |
| weitere Bilder                                          | Haus Itlingen | Herbern Forsthövel-Merschstraße 127/129 Karte                |              |         | 17.12.1986 24.01.2007 | Herbern Lfd. Nr. 9    |
| BW                                                      | Haus Weltermann | Herbern Altenhammstraße 20 Karte                             |              |         | 08.12.1987            | Herbern Lfd. Nr. 10   |
| BW                                                      | Fachwerkgiebelhaus | Herbern Schützenstraße 2 Karte                               |              |         | 15.02.1993            | Herbern Lfd. Nr. 11   |
| BW                                                      | Hofhaus und Speicher der Hofanlage | Herbern Ondrup-Nordicker Straße 9 Karte                      |              |         | 19.07.1993            | Herbern Lfd. Nr. 12   |
| weitere Bilder                                          | Schloss Westerwinkel | Herbern Herbern-Horn (Westerwinkel 1) Karte                  |              |         | 24.11.1995            | Herbern Lfd. Nr. 13   |
| BW                                                      | Hofanlage (Haupthaus, Speicher, Scheune, Schweinehaus sowie Remise)                                                                                     | Herbern Forsthövel-Forsthöveler Straße 7 Karte               |              |         | 15.06.1999            | Herbern Lfd. Nr. 14   |
| BW                                                      | Speicher | Herbern Forsthövel-Merschstraße 16 Karte                     |              |         | 21.03.2000            | Herbern Lfd. Nr. 15   |
| BW                                                      | Wohnhaus | Herbern Talstraße 6 Karte                                    |              |         | 21.03.2000            | Herbern Lfd. Nr. 16   |
| BW                                                      | Hofkapelle | Herbern Forsthövel-Lohmannstraße 2 Karte                     |              |         | 21.03.2000            | Herbern Lfd. Nr. 17   |
| BW                                                      | Forsthaus des Schlosses Westerwinkel | Herbern Horn-Kiwitzkottenweg 1 Karte                         |              |         | 21.03.2000            | Herbern Lfd. Nr. 18   |
| BW                                                      | Altes Wohnhaus und Stall der Hofanlage | Herbern Forsthövel-Merschstraße 120/122 Karte                |              |         | 22.05.2000            | Herbern Lfd. Nr. 19   |

Hinweis: Die Nummerierung der Baudenkmäler wird für die Ortschaften Ascheberg, Davensberg und Herbern fortlaufend, jeweils beginnend  mit „1“ geführt. Zur besseren Übersichtlichkeit wurde deshalb der laufenden Nummer der Name der Ortschaft in kursiver Schrift vorangestellt.

## Ehemalige Baudenkmäler
| Bild | Bezeichnung                            | Lage                                    | Beschreibung                                                  | Bauzeit | Eingetragen seit | Denkmal- nummer       |
| ---- | -------------------------------------- | --------------------------------------- | ------------------------------------------------------------- | ------- | ---------------- | --------------------- |
| BW   | ehem. Wohn- und Geschäftshaus Bultmann | Ascheberg Lambertus-Kirchplatz 16 Karte | Nr. 17 befindet sich nicht mehr in der aktuellen Denkmalliste |         | 04.06.1993       | Ascheberg Lfd. Nr. 17 |
| BW   | Haus Bathe                             | Herbern Südstraße 10 Karte              | gelöscht                                                      |         | 09.12.1985       | Herbern Lfd. Nr. 6    |